# Linus Yale Jr.
Pour les articles homonymes, voir Linus Yale.
Linus Yale, Jr. (4 avril 1821 – 25 décembre 1868) était un inventeur américain.
Il a perfectionné l’invention de son père, Linus Yale Sr. : la serrure cylindrique à goupilles et déposé un brevet pour la première serrure cylindrique équipée d’une clef plate crantée, similaire à celles que l’on utilise aujourd’hui.

## Ses brevets
- 6 mai 1851	Pat. #8,071	- Newport
- 19 octobre 1852  Pat. #9,350       - Newport
- 21 décembre 1852	Pat. #9,497	- Newport
- 12 juillet 1853	Pat. #9,850	- Newport
- 12 juillet 1853    Pat. #9,853    - Newport
- 3 juin 1856	Pat. #15,031	- Newport
- 19 octobre 1858  Pat. #21,861     - Philadelphie
- 9 novembre 1858	Pat. #22,048	- Philadelphie
- 12 juin 1860	Pat. #28710	- Philadelphie
- 29 janvier 1861   Pat. #31,278    - Philadelphie
- 14 mai 1861	Pat. #32,331	- Philadelphie
- 27 juin 1865	Pat. #48,475	- Shelburne Falls
- 27 juin 1865  Pat. #48,476     - Shelburne Falls
- 6 février 1866   Pat. #52,484      - Shelburne Falls
- 19 novembre 1867 Pat. #71,110      - Shelburne Falls
- 7 janvier 1868    Pat. #73,152      - Cooperstown
- 4 février 1868   Pat. #74,025      - Shelburne Falls
- 15 septembre 1868 Pat. #82,192	- Shelburne Falls
- 4 janvier 1870    Pat. #98,536      - Shelburne Falls
- 19 septembre 1871 Pat. #119,212     - Shelburne Falls
- 24 octobre 1871  Pat. #120,177     - Shelburne Falls

### Voir également
- Joseph Bramah

## Sources
- (en) U.S. Patent and Trademark Office
- (en) Find a Grave